# Болезнь Шамберга
Болезнь Шамберга относится к сосудистым поражениям кожи, которые проявляются как дерматозы, как правило, довольно тяжелые. Различаются две основных формы заболевания: хроническая пигментная пурпура (болезнь Шамберга-Майокки) и прогрессирующая пигментная пурпура Шамберга. Основное заболевание этой группы — прогрессирующая пигментная пурпура Шамберга или прогрессирующий пигментный дерматоз Шамберга — характеризуется множественными мелкими (точечными) геморрагическими пятнами без отека (петехиями) с исходом в стойкие буровато-желтые пятна (гемосидероза) различной величины и очертаний.
Гиперпигментация при этом заболевании обусловлена «пропотеванием» эритроцитов через истонченные вследствие воспаления стенки сосудов и отложением пигмента гемосидерина в тканях (вокруг эритроцитов, вышедших за пределы сосудистого русла, развивается воспалительная реакция). Высыпания располагаются чаще на нижних конечностях и не сопровождаются субъективными ощущениями.
Для лечения болезни Шамберга используют нестероидные противовоспалительные средства (ибупрофен, ксефокам, ортофен) и препараты, содержащие кортикостероидные средства (преднизолон, синафлан). Больному следует избегать переохлаждений и ушибов.